# Ab Kettleby
Ab Kettleby is een civil parish in Leicestershire in Engeland. Het ligt iets ten noorden van Melton Mowbray. Naast het dorp bestaat de parish uit de hamlets (gehuchten) Wartnaby en Holwell.
De naam van het dorp duikt voor eerst op in het Domesday Book als Chetelbi, alhoewel er Romeinse mozaïeken zijn gevonden onder het kerkhof, dat zou kunnen wijzen op een langere historie. Bij de St. James kerk staat een herdenkingsteken van Everard Digby, een van de samenzweerders van het Gunpowder Plot.